# 1273 км (колійний пост)
1273 кілометр — колійний пост Одеської дирекції Одеської залізниці на лінії Чорноморська — Одеса-Головна.
Розташований за розвилкою на Берегову біля села Великі Ламзаки, Лиманський район, Одеської області між станціями Чорноморська (4 км) та Кремидівка (6 км).
На платформі зупиняються приміські поїзди.